# HD 105805
HD 105805，又名BD+28 2084，SAO 82166、HR 4633，是一颗恒星，视星等为6.01，位于銀經209.63，銀緯80.96，其B1900.0坐标为赤經12h 5m 41.3s，赤緯+27° 80.96′ 17″。